# 358
358 (CCCLVIII) je bilo navadno leto, ki se je po julijanskem koledarju začelo na sredo.

## Rojstva
- Anian Orléanski (358–453), krščanski škof

## Smrti
- Duan, kitajska princesa in žena Murong Čuja
- Pavlin Trierski, krščanski škof in svetnik